# رنا قباني
رنا قباني (وُلدت عام 1958) كاتبة وشاعرة ومؤرخة وإعلامية سورية بريطانية. وُلدت في دمشق عام 1958، وهي ابنة السفير السوري صباح قباني الشقيق الأصغر للشاعر السوري نزار قباني تعيش في لندن تزوجت من الشاعر الفلسطيني محمود درويش ثم تطلقت ولم تنجب منه ثم تزوجت من الصحفي البريطاني باتريك سيل.
كان موضوع رسالتها للدكتوراة (أساطير أوروبا عن الشرق) الذي تحول إلى كتابٍ فيما بعد. لها أيضًا كتاب «رسالة إلى الغرب».